# Lars Rune
Lars Gustaf Rune, född den 24 juni 1908 i Grava församling, Värmlands län, död den 9 juni 1985 i Gräsmarks församling, var en svensk präst. Han var dotterson till Axel Ekstedt, son till Albin Rune samt bror till Axel och Erik Rune. 
Efter studier i Karlstad blev Rune student vid Uppsala universitet 1927. Han avlade teologisk-filosofisk examen 1929, teologie kandidatexamen 1932 och praktiskt teologiskt prov samma år. Rune prästvigdes sistnämnda år för Karlstads stift. Han blev kyrkoadjunkt i Östmark 1933, i Arvika östra församling 1934 och komminister där 1937. Rune blev kyrkoherde i Gräsmark 1945 och prost i Fryksdals kontrakt 1957. Han blev kyrkoherde i Häverö och Singö församlingars pastorat i Uppsala ärkestift 1963. Rune avlade teologie licentiatexamen 1969. Han blev ledamot av Nordstjärneorden 1958. Rune vilar på Gräsmarks kyrkogård.